# Face Off (quarta edizione)
La quarta edizione di Face Off è stata trasmessa negli Stati Uniti d'America dal 15 gennaio al 26 marzo 2013 sul canale Syfy, mentre in Italia è andata in onda nello stesso anno sul canale Sky Uno.
Quattordici artisti esperti di trucco prostetico competono per vincere un premio che comprende un posto come professore invitato alle Make Up for Ever Academies di New York e Parigi, una Fiat 500 e 100000 $. Il vincitore di questa edizione è Anthony Kosar.

## Concorrenti
I 14 concorrenti che hanno preso parte al programma sono:
| Nome                     | Età1 | Città                     | Posizionamento |
| ------------------------ | ---- | ------------------------- | -------------- |
| Anthony Kosar            | 26   | Chicago – Illinois        | Vincitore      |
| Kristian "Kris" Kobzina  | 41   | El Segundo – California   | 2/3º posto     |
| Wayne Anderson           | 27   | Fort Myers – California   | 2/3º posto     |
| Eric Fox                 | 37   | Riverside – California    | 4º posto       |
| David "House" Greathouse | 41   | Cleveland – Ohio          | 5º posto       |
| Eric Zapata              | 22   | Austin – Texas            | 6º posto       |
| Meagan Hester            | 20   | Ossining – New York       | 7º posto       |
| Autumn Cook              | 35   | Pittsburgh – Pennsylvania | 8º posto       |
| Alam Park                | 24   | Seattle – Washington      | 9º posto       |
| Jenna Green              | 40   | Austin – Texas            | 10º posto      |
| Alexandra "Alex" McCoy   | 30   | Orlando – Florida         | 11º posto      |
| Katie Machaiek           | 26   | Owls Head – Maine         | 12º posto      |
| Michael Faust            | 31   | Austin – Texas            | 13º posto      |
| Troy Rivers              | 34   | Indianapolis – Indiana    | 14º posto      |

1L'età dei concorrenti si riferisce all'anno della messa in onda del programma.

## Tabella dello svolgimento del programma
Il concorrente ha vinto Face Off
     Il concorrente è arrivato in finale ma non ha vinto
     Il concorrente ha vinto la sfida della ribalta
     Il concorrente è tra i migliori nella sfida della ribalta
     Il concorrente è tra i peggiori nella sfida della ribalta
     Il concorrente è stato eliminato
‡ Il concorrente ha vinto la sfida preliminare
| Concorrente | Episodi     | Episodi   | Episodi   | Episodi   | Episodi   | Episodi   | Episodi    | Episodi   | Episodi   | Episodi   | Episodi   | Episodi |
| Concorrente | 1           | 2         | 3         | 4         | 5         | 6         | 7          | 8         | 9         | 10        | 11        |         |
| ----------- | ----------- | --------- | --------- | --------- | --------- | --------- | ---------- | --------- | --------- | --------- | --------- | ------- |
| Anthony     | Vincitore ‡ | Vincitore | Vincitore | Salvo     | Migliore  | Peggiore  | Peggiore   | Vincitore | Peggiore  | Vincitore | Vincitore |         |
| Kris        | Salvo       | Salvo     | Salvo     | Vincitore | Migliore  | Vincitore | Vincitore  | Salvo     | Vincitore | Salvo     | Finalista |         |
| Wayne       | Peggiore    | Salvo     | Migliore  | Salvo     | Migliore  | Migliore  | Migliore   | Migliore  | Migliore  | Salvo     | Finalista |         |
| Eric F.     | Migliore    | Migliore  | Migliore  | Salvo     | Vincitore | Salvo ‡   | Peggiore   | Salvo     | Salvo     | Eliminato |           |         |
| House       | Salvo       | Migliore  | Salvo     | Migliore  | Migliore  | Salvo     | Migliore   | Peggiore  | Eliminato |           |           |         |
| Eric Z.     | Migliore    | Salvo     | Salvo     | Salvo ‡   | Peggiore  | Salvo     | Peggiore   | Eliminato |           |           |           |         |
| Meagan      | Migliore    | Peggiore  | Salva     | Salva     | Peggiore  | Peggiore  | Migliore ‡ | Eliminata |           |           |           |         |
| Autumn      | Migliore    | Salva     | Peggiore  | Peggiore  | Migliore  | Salva     | Eliminata  |           |           |           |           |         |
| Alam        | Salva       | Salva     | Migliore  | Migliore  | Peggiore  | Eliminata |            |           |           |           |           |         |
| Jenna       | Migliore    | Salva     | Peggiore  | Peggiore  | Eliminata |           |            |           |           |           |           |         |
| Alex        | Peggiore    | Salva     | Peggiore  | Eliminata |           |           |            |           |           |           |           |         |
| Katie       | Salva       | Peggiore  | Eliminata |           |           |           |            |           |           |           |           |         |
| Michael     | Peggiore    | Eliminato |           |           |           |           |            |           |           |           |           |         |
| Troy        | Eliminato   |           |           |           |           |           |            |           |           |           |           |         |

## Episodi

### Episodio 1 -Make it Reign
- La sfida preliminare: a bordo del transatlantico RMS Queen Mary, i concorrenti devono usare una corona come ispirazione per un trucco da regina che li rappresenti come artisti. I migliori sono Eric F., Anthony e Jenna; il vincitore è Anthony, che ottiene l'immunità nella sfida della ribalta[2].
  - Giudice ospite: Michael Westmore.
- La sfida della ribalta: divisi in squadre di due, i concorrenti devono creare un re dei goblin legato a una particolare regione geografica[2].
  - Giudice ospite: John Rhys-Davies.

| Squadra          | Regione  |
| ---------------- | -------- |
| Autumn & Eric Z. | Giungla  |
| Jenna & Eric F.  | Deserto  |
| Alex & Wayne     | Palude   |
| Troy & Michael   | Vulcano  |
| Katie & House    | Artide   |
| Anthony & Meagan | Montagna |
| Alam & Kris      | Foresta  |

- Verdetto: Kris, Alam, Katie e House sono salvi. I migliori sono Anthony, Meagan, Eric F., Jenna, Autumn ed Eric Z.; la squadra vincitrice è quella di Anthony e Meagan, e il vincitore è Anthony. I peggiori sono Michael, Troy, Wayne e Alex; i giudici eliminano Troy dalla competizione[2].

### Episodio 2 -Heroic Proportions
- La sfida della ribalta: durante una visita al San Diego Comic-Con International, i concorrenti devono ideare un supereroe DC Comics originale e lavorare sul concept con diversi artisti DC[4].
  - Mentori ospiti: Dan DiDio, Jim Lee, Nicola Scott, Mark Buckingham, Cliff Chiang, Tony Daniel, David Finch e J.H. Williams III.

| Concorrente | Supereroe                      |
| ----------- | ------------------------------ |
| Michael     | Elijah: Bringer of the Plagues |
| Kris        | Orion X                        |
| Wayne       | Solarian                       |
| Anthony     | The Infernal Core              |
| Meagan      | Freedom Fighter                |
| House       | Robot Girl                     |
| Autumn      | Mercury Ray                    |
| Alam        | Dark Shard                     |
| Alex        | H2Ophelia                      |
| Jenna       | Silversight                    |
| Katie       | ReVolt                         |
| Eric Z.     | Contagion                      |
| Eric F.     | Dirk Gritty                    |

- Verdetto: Kris, Wayne, Autumn, Alam, Alex, Jenna ed Eric Z. sono salvi. I migliori sono Anthony, House ed Eric F.; il vincitore è Anthony, il cui supereroe apparirà nel volume 16 della Justice League Dark. I peggiori sono Michael, Meagan e Katie; i giudici eliminano Michael dalla competizione[4].

### Episodio 3 -When Hell Freezes Over
- La sfida della ribalta: divisi in squadre di due, i concorrenti devono creare la propria versione di uno dei numerosi demoni di altre culture. Innanzitutto devono trarre ispirazione dal caldo del deserto per la natura infernale dei demoni, successivamente gli viene detto di incorporare elementi di ghiaccio[6].

| Squadra         | Demone     |
| --------------- | ---------- |
| Autumn & Alex   | Pazuzu     |
| House & Meagan  | Azi Dahaka |
| Eric F. & Wayne | Chort      |
| Jenna & Katie   | Eurynome   |
| Kris & Eric Z.  | Abraxas    |
| Anthony & Alam  | Deumus     |

- Verdetto: Meagan, House, Kris ed Eric Z. sono salvi. I migliori sono Anthony, Alana Wayne ed Eric F.; la squadra vincitrice è quella di Anthony e Alam, e il vincitore è Anthony. Le peggiori sono Autumn, Alex, Jenna e Katie; i giudici eliminano Katie dalla competizione[6].

### Episodio 4 -Eye Candy
- La sfida preliminare: i concorrenti devono trasformare alcune modelle in donne barbute. I migliori sono Eric Z. e Alex; il vincitore è Eric Z., che ottiene l'immunità nella sfida della ribalta[8].
  - Giudice ospite: John Meyer.
- La sfida della ribalta: i concorrenti devono ideare un personaggio originale e incorporare nel design delle caramelle[8].
  - Giudice ospite: Will Cotton.

| Concorrente | Personaggio                               |
| ----------- | ----------------------------------------- |
| House       | Mostro con una seconda bocca sulla pancia |
| Auntumn     | Orsetto gommoso non-morto                 |
| Jenna       | Fata dei denti sinistra                   |
| Eric Z.     | Strega della casa di pan di zenzero       |
| Alex        | Reginetta di bellezza slasher             |
| Kris        | Mostro-candito di Halloween               |
| Meagan      | Fata Confetto                             |
| Anthony     | Colonnello-candito                        |
| Wayne       | Troll di roccia incrostato di canditi     |
| Alam        | Principessa stile anime                   |
| Eric F.     | Mostro gommoso del peccato di gola        |

- Verdetto: Eric Z., Meagan, Anthony, Wayne ed Eric F. sono salvi. I migliori sono Alam, Kris e House; il vincitore è Kris. Le peggiori sono Alex, Jenna e Autumn; i giudici eliminano Alex dalla competizione[8].

### Episodio 5 -Two Heads Are Better Than One
- La sfida della ribalta: divisi in squadre di due, i concorrenti devono creare un gigante basato sulla fiaba cornica Jack the Giant Killer, che abbia due o più teste[10].
  - Giudice ospite: Bryan Singer.

| Squadra          | Gigante                                                   |
| ---------------- | --------------------------------------------------------- |
| Eric Z. & Alam   | Gigante armato di ascia con due teste sotto i piedi       |
| Kris & Eric F.   | Gigante a due teste che stringe Jack                      |
| Meagan & Jenna   | Ex Jack simile a un orco a due teste                      |
| House & Wayne    | Gigante arboreo con una testa al posto del braccio destro |
| Autumn & Anthony | Gigante deforme a tre teste                               |

- Verdetto: i migliori sono House, Wayne, Autumn, Anthony, Kris ed Eric F.; la squadra vincitrice è quella di Kris ed Eric F., e il vincitore è Eric F. I peggiori sono Meagan, Jenna, Eric Z. e Alam; i giudici eliminano Jenna dalla competizione[10].

### Episodio 6 -Bugging Out
- La sfida preliminare: i concorrenti devono reinventare un classico personaggio femminile delle fiabe come una ragazza cattiva. I migliori sono Eric F. (Cappuccetto Rosso) e Wayne (Little Miss Muffet); il vincitore è Eric F., che ottiene l'immunità nella sfida della ribalta e un kit per il trucco della collezione Make Up Forever[12].
  - Giudice ospite: Lijha Stewart.
- La sfida della ribalta: i concorrenti devono creare un trucco ispirato a un insetto incorporando i dettagli microscopici delle foto che gli sono state date come texture[12].

| Concorrente | Insetto    |
| ----------- | ---------- |
| House       | Ape        |
| Wayne       | Lucciola   |
| Alam        | Locusta    |
| Eric Z.     | Zanzara    |
| Anthony     | Formica    |
| Kris        | Morfo blu  |
| Autumn      | Coleottero |
| Eric F.     | Ragno-lupo |
| Meagan      | Falena     |

- Verdetto: House, Eric Z., Autumn ed Eric F. sono salvi. I migliori sono Kris e Wayne; sebbene i giudici concordino sul fatto che il trucco di Wayne sia il più riuscito di tutti, non è idoneo a vincere la sfida a causa dell'omissione accidentale della texture, quindi il vincitore è Kris. I peggiori sono Meagan, Anthony e Alam; i giudici eliminano Alam dalla competizione[12].

### Episodio 7 -Howl at the Moon
- La sfida preliminare: divisi in squadre di due, i concorrenti devono applicare un trucco da zombi su venti persone. I migliori sono Eric Z. e House, e Anthony e Megan; la squadra vincitrice è quella di Anthony e Meagan, e la vincitrice è Meagan, che ottiene l'immunità nella sfida della ribalta[14].
  - Giudice ospite: Gale Anne Hurd.
- La sfida della ribalta: divisi in squadre di due, i concorrenti devono realizzare lupi mannari basandosi sui pianeti del sistema solare.[14].

| Squadra           | Pianeta |
| ----------------- | ------- |
| House & Meagan    | Marte   |
| Anthony & Eric F. | Saturno |
| Autumn & Eric Z.  | Giove   |
| Kris & Wayne      | Nettuno |

- Verdetto: i migliori sono Kris, Wayne, House e Meagan; la squadra vincitrice è quella di Kris e Wayne, e il vincitore è Kris. I peggiori sono Anthony, Eric F., Autumn ed Eric Z.; i giudici eliminano Autumn dalla competizione[14].

### Episodio 8 -It's Better in the Dark
- La sfida della ribalta: i concorrenti devono ideare una creatura sconosciuta da qualsiasi ecosistema e che sia bioluminescente, inoltre una parte del trucco dovrà essere visibile solo sotto una lampada UV[16].
  - Giudice ospite: Jon Landau.

| Concorrente | Creatura                             |
| ----------- | ------------------------------------ |
| House       | Anfibio preistorico                  |
| Eric Z.     | Abitante delle caverne               |
| Anthony     | Creatura tribale con lancia          |
| Kris        | Pesce-anfibio verde                  |
| Meagan      | Venere acchiappamosche dalle caverne |
| Wayne       | Uomo-granchio                        |
| Eric F.     | Medusa                               |

- Verdetto: è la settimana della doppia eliminazione. Kris ed Eric F. sono salvi. I migliori sono Anthony e Wayne; il vincitore è Anthony. I peggiori sono House, Meagan ed Eric Z.; i giudici eliminano Meagan ed Eric Z. dalla competizione[16].

### Episodio 9 -Mummy Mayhem
- La sfida della ribalta: i concorrenti devono reinventare una divinità egizia ispirandosi al franchise cinematografico de La casa, il cui interprete principale, Bruce Campbell, offre loro un consiglio tramite un messaggio preregistrato[18].

| Concorrente | Divinità egizia |
| ----------- | --------------- |
| Wayne       | Sobek           |
| House       | Thot            |
| Anthony     | Anubi           |
| Eric F.     | Ra              |
| Kris        | Khnum           |

- Verdetto: Eric F. è salvo. I migliori sono Kris e Wayne; il vincitore è Kris. I peggiori sono House e Anthony; i giudici eliminano House dalla competizione[18].

### Episodio 10 -Alien Apocalypse
- La sfida della ribalta: i concorrenti devono creare un trucco originale che proponga una possibile progenie ibrida di due razze aliene della serie televisiva Defiance. Inoltre incontrano il produttore Kevin Murphy e l'attrice Stephanie Leonidas, ricevono una lezione dal truccatore Allan Cooke e vanno dietro le quinte[20].
  - Giudice ospite: Michael Nankin.

| Concorrente | Ibrido           |
| ----------- | ---------------- |
| Wayne       | Bioman-Liberata  |
| Anthony     | Mutante-Liberata |
| Kris        | Bioman-Mutante   |
| Eric F.     | 99er-Sensoth     |

- Verdetto: il vincitore è Anthony, che ha la possibilità di lavorare agli effetti speciali di Defiance. Kris e Wayne sono salvi. Di conseguenza, Eric F. non accede alla finale ed è eliminato[20].

### Episodio 11 -Living the Dream
- La sfida della ribalta: gli ultimi tre concorrenti, assistiti ciascuno da due colleghi già eliminati, devono scegliere un tema e realizzare un trucco totalmente impermeabile per un'esibizione dello spettacolo acquatico Le Rêve - The Dream all'hotel Wynn Las Vegas in Paradise (Nevada), per il quale il direttore artistico James Santos chiede che siano creati dei «ladri di sogni» e le loro potenziali vittime[22].

| Concorrente | Assistenti       | Tema           |
| ----------- | ---------------- | -------------- |
| Kris        | House & Alam     | Etereo         |
| Anthony     | Eric Z. & Autumn | Sinistro       |
| Wayne       | Eric F. & Meagan | Soprannaturale |
| Non scelto  | Non scelto       | Stravagante    |
| Non scelto  | Non scelto       | Gotico         |
| Non scelto  | Non scelto       | Cosmico        |

- Verdetto finale: Anthony viene nominato vincitore della quarta edizione di Face Off[22].

## Face Off Redemption
Si tratta di una webserie condotta dal giudice Glenn Hetrick in parallelo alla quarta edizione. I concorrenti eliminati competono per avere l'opportunità di partecipare alla successiva edizione di Face Off.
- Webisodio 1: Troy, Alex, Michael e Katie devono creare un emissario alieno. La vincitrice è Katie.
- Webisodio 2: Katie, Jenna, Alam e Autumn devono creare un vampiro glam rock. La vincitrice è Jenna.
- Webisodio 3: Jenna, Meagan ed Eric Z. devono creare un pagliaccio da incubo. Il vincitore è Eric Z.
- Webisodio 4 - Finale: Nella sfida finale, Eric Z., Eric F. e House devono creare un mutante originale. Il vincitore è Eric Z.